# 天真学園高等学校
天真学園高等学校（てんしんがくえんこうとうがっこう）は、山形県酒田市浜田一丁目にあった私立高等学校。
2018年4月、同系列の酒田南高等学校と統合し閉校した。

## 設置学科
- 普通科
- 食育調理科
- 商業科

## 沿革
- 1923年 - 斎藤又治、斎藤辰両により斎藤裁縫塾創設（酒田市内寺町浄徳寺内）。
- 1943年 - 「酒田家政女学校」と改称。創立20周年記念式典挙行、校歌制定。
- 1947年 - 校名を「酒田天真女学校」と改称（本科3年、専修科1年）。
- 1948年 - 財団法人天真高等学校設立（家庭技芸課程、本科3年、別科2年）。
- 1951年 - 校名を「酒田家政高等学校」と改称。
- 1958年 - 校名を「酒田女子高等学校」と改称。新たに普通・商業課程を設置。
- 1976年 - 校名を「天真学園高等学校」と改称。調理科新設に伴い男女共学に移行。
- 1994年 - 天真グラウンド全面改装工事（全天候型トラック400m、他）1995年竣工。
- 2003年 - 創立80周年記念式典挙行。
- 2004年 - イメージソング「I Feel」を制作。
- 2018年
  - 3月14日 - 閉校式挙行。
  - 4月 - 酒田南高等学校と統合し、新生酒田南高等学校となる。

## 交通
- JR羽越線 酒田駅 徒歩5分

## 出身人物
- 今泉昭彦 - イラストレーター